# Walter Zimmer (Politiker, 1898)
Walter Zimmer (* 20. November 1898 in Schwarzerden, heute Freisen; † 4. Februar 1975 ebenda) war ein deutscher Politiker der SPD und der SPS.

## Herkunft
Zimmer verbrachte den größten Teil seines Lebens in Schwarzerden, einem Ort, der mehrfach die Zugehörigkeit wechselte: So gehörte er zunächst zur Bürgermeisterei Burg Lichtenberg im preußischen Landkreis St. Wendel, durch den Vertrag von Versailles kam der Ort im Januar 1920 zum Restkreis Sankt Wendel-Baumholder. Dieser wurde 1937 in den Landkreis Birkenfeld eingegliedert. Im Juni 1947 wurde das Ostertal – und mit ihr die Gemeinde Schwarzerden – dem Saarland angegliedert und kam damit wieder zum Landkreis St. Wendel.

## Leben und Beruf
Nach dem Abschluss der Volksschule war Zimmer als Arbeiter in verschiedenen Steinbrüchen, als Bauarbeiter bei der Eisenbahn und nebenberuflich in der elterlichen Landwirtschaft tätig. Diese Tätigkeiten beendete er 1916, als er in den Ersten Weltkrieg zog. Nach Kriegsende verbrachte er zwei Jahre in Kriegsgefangenschaft. Danach kehrte er in sein altes Arbeitsfeld im Steinbruch zurück und war als Steinrichter tätig. 1930 wurde er durch die Weltwirtschaftskrise arbeitslos und nahm nunmehr Aktivitäten bei Notstandsarbeiten sowie als ambulanter Reisevertreter wahr. 1933 stand er, nach dem Verlust seiner politischen und gewerkschaftlichen Ämter, unter Polizeiaufsicht. 1934 fand er eine neue Arbeitertätigkeit im Eisenbahn- und Brückenbau. Von 1936 an war er erneut als Steinrichter im Steinbruch tätig. Ab 1939 nahm er als Soldat im Sanitärdienst am Zweiten Weltkrieg teil. Gegen Ende des Krieges geriet er erneut in Gefangenschaft, aus der er am 15. September 1945 entlassen wurde.
Zimmer war verheiratet und Vater von zwei Söhnen.

## Gewerkschaft und weitere Funktionen
Am 1. Juni 1920 trat Zimmer dem Zentralverband der Steinarbeiter Deutschlands im Allgemeinen Deutschen Gewerkschaftsbund ein. Dort gründete er im April 1924 die Ortsgruppe Schwarzerden, war deren Vorsitzender und Kassierer. 1927 stieg er zum Vorsitzenden des ADGB im Kreis Baumholder. Diese Ämter übte er bis Juni 1933 aus. In dieser Zeit trat er als Agitationsredner der Freien Gewerkschaften auf. Ferner nahm er an Wochenendlehrgängen des ADGB in Oberstein, Koblenz und Köln und einem agrarpolitischen Kurs der SPD teil und besuchte die Bundesschule des ADGB in Bernau. 1934 trat er der Deutschen Arbeitsfront bei. Nach dem Krieg schloss er sich der Einheitsgewerkschaft an.
Bei der AOK in Baumholder war Zimmer Betriebsobmann und Vorsitzender des Krankenhausausschusses. Von 1928 bis 1933 gehörte er dem Verwaltungsausschuss des Arbeitsamtes in Oberstein an, ab 1931 war er zudem Beisitzer beim Arbeitsgericht Hermeskeil und beim Tarifamt.

## Politik
Am 1. Mai 1925 trat Zimmer in die SPD ein. Am 1. Februar 1926 gründete er die SPD-Ortsgruppe Schwarzerden und war deren Vorsitzender bis zum Verbot der Partei im Juni 1933. 1929 wurde er in den Kreistag in Baumholder gewählt, dort war er Fraktionsvorsitzender der SPD. Dieses Mandat hatte er bis 1933 inne. Daneben war er zweiter Kreisdeputierter und gehörte dem Gemeinderat von Schwarzerden an. 1930 schloss er sich dem Reichsbanner Schwarz-Rot-Gold an, auch diese Mitgliedschaft endete 1933.
Im März 1945, nach dem Einmarsch der US-Truppen, berief ihn die französische Militärregierung in das vorläufige Gemeinderatskomitee von Schwarzerden. 1946 richtete er die dortige SPD-Ortsgruppe wieder auf, wenig später wurde er in den Kreistag des Landkreises Birkenfeld sowie in den Gemeinderat von Schwarzerden gewählt. Dieser wählte Zimmer zum ehrenamtlichen Bürgermeister der Gemeinde.
Am 13. Oktober 1946 wurde Zimmer in die Beratende Landesversammlung des Landes Rheinland-Pfalz gewählt. Diese arbeitete am Entwurf einer Landesverfassung, welche bei einer Volksabstimmung am 18. Mai 1947, zeitgleich mit der ersten Landtagswahl, angenommen wurde.
Im Zuge der Umgliederung ins Saarland wechselte Zimmer in die SPS, die saarländische Schwesterpartei der SPD. Bei der Landtagswahl am 5. Oktober 1947 wurde er in den Landtag des Saarlandes gewählt, welcher zunächst als „Gesetzgebende Versammlung“ agierte. Diese verabschiedete am 8. November 1947 die saarländische Verfassung, wodurch Zimmer an der Ausarbeitung zweier Landesverfassungen beteiligt war. Sein Mandat im Landtag wurde bei der Wahl 1952 bestätigt, mit den Neuwahlen 1955 schied er aus dem Parlament aus.
Das Amt des Bürgermeisters übte er bis zum 31. Dezember 1973 aus – tags darauf wurde Schwarzerden nach Freisen eingemeindet. In seiner Amtszeit als Bürgermeister gelang ihm die Ansiedlung eines Instandsetzungswerks durch die Auto Union Saar, die später in Industriewerke Saar umbenannt wurden. Heute wird das Werk von DSL Defence Service Logistics betrieben.

## Ehrungen
- Freiherr-vom-Stein-Plakette des Saarländischen Städte- und Gemeindebundes
- 1963: Bundesverdienstkreuz am Bande
- Seit 2013 vergibt der SPD-Gemeindeverband Freisen die Walter-Zimmer-Urkunde